# Silberhort von Gut Farve

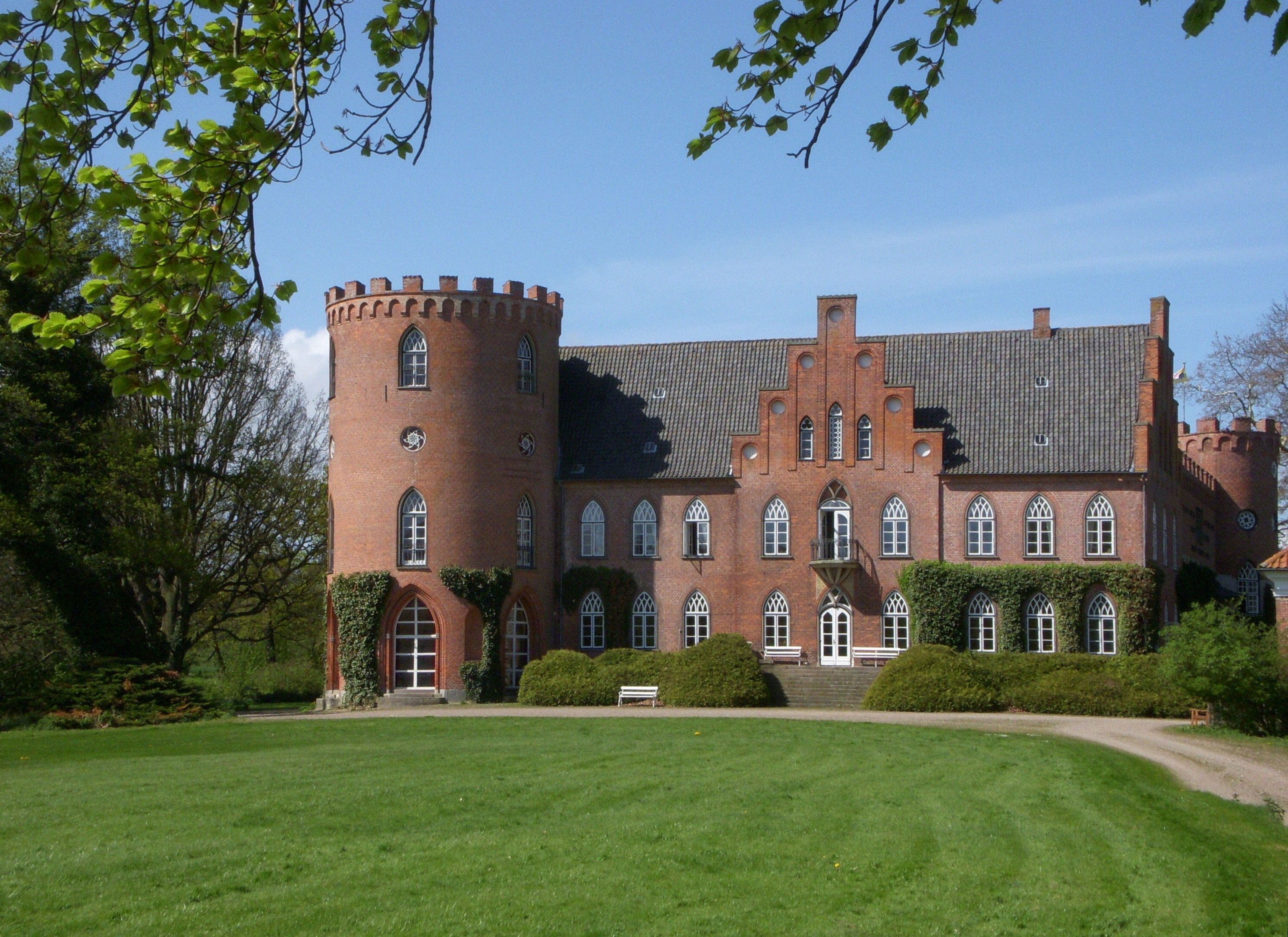
Gut Farve 2012

Den Silberhort von Gut Farve, bei Wangels im Kreis Ostholstein in Schleswig-Holstein, fand man im Jahre 1847 in einem bronzezeitlichen Grabhügel, unter einer Umhüllung aus rotem Sandstein, in einem Tonkrug dicht unter der Oberfläche.
Der Schatz enthielt einen silbernen Schlüssel, verschiedene Silberbruchstücke (darunter Finger- und Ohrringe), 17 teils verbogene Halsringe und über 4000 Münzen, im Ganzen etwa sieben Kilogramm Silber. Die jüngste Münze stammt aus dem Jahre 1040 und datiert den Zeitpunkt, nach der dem Schatz vergraben wurde. Die Münzen stammen aus allen wichtigen deutschen Münzprägestätten des 10. und 11. Jahrhunderts, aber auch aus Böhmen, England, Irland, der Normandie, besonders viele sind aus Ungarn und einige aus dem Fernen und Nahen Osten. Die älteste Münze, geprägt im Jahre 898, stammt aus Usbekistan.
Zahlreiche Silberfunde in Wagrien erhärten die These, dass die Slawen ein Seeräuber- und Händlervolk waren. Der Fund verdeutlicht die Ausmaße des Handels im Ostseeraum vor etwa 1000 Jahren und knüpft an die wikingerzeitlichen Münzfunde an. Vermutlich als Opfergabe hat hier nach 1040 ein reicher Slawe oder eine slawische Gemeinschaft den Schatz in einem Tongefäß vergraben.